# Die Hochzeit meiner Eltern
Die Hochzeit meiner Eltern ist eine deutsche Filmkomödie von Connie Walther aus dem Jahr 2016. In den Hauptrollen agieren Senta Berger und Günther Maria Halmer als Elternpaar und in tragenden Rollen Anja Kling, Nicholas Ofczarek, Michael Wittenborn, Anna Fischer, Maren Kroymann und Thomas Huber.

## Handlung
Betty und Peter, inzwischen über 70, sind seit nunmehr 45 Jahren zusammen und haben drei erwachsene Kinder. Nach der Geburtstagsfeier ihrer jüngsten Tochter Liv stellt Betty Peter unvermittelt die Frage: „Wollen wir heiraten?“ Peter ist mehr als überrascht, hat er Betty doch in der Vergangenheit bereits sechs Mal einen Antrag gemacht und einen Korb bekommen. Natürlich stimmt er zu und so bittet Betty ihre Freundin Jutta, die Standesbeamtin ist, sie und Peter zu trauen. Da Jutta kurz vor der Pension steht, soll die Trauung an einem ihrer letzten Arbeitstage stattfinden. Der Haken ist allerdings, dass das schon in zwei Wochen wäre. So bleibt wenig Zeit für die Vorbereitungen. 
Simone, Alexander und Liv, die Kinder des Paares, reagieren mit Skepsis auf die Nachricht, stellen sich dann aber zur Verfügung, bei den Vorbereitungen für das große Fest zu helfen.
Gerade jetzt häufen sich jedoch die Probleme. Simone, die mit ihrem Mann Friedrich, einem Pastor, immer ein Kind haben wollte, ist schwanger – allerdings von Adam, dem Freund ihrer jüngeren Schwester, mit dem sie auf deren Geburtstagsfeier Sex auf der Toilette hatte. Betty bemerkt den Zustand ihrer Tochter sofort und weiß auch, wer der Vater des Kindes ist. Simone hat bereits einen Termin für eine Abtreibung vereinbart. 
Peter wiederum entdeckt zufällig eine SMS in Bettys Handy von dem gemeinsamen alten Freund Leo Gersch, der Betty schreibt, sie möge ihm die Nacht nach der Hochzeit schenken. Als Leo dann auch noch am Tag der Hochzeit bei dem Paar, das mit seinen Kindern im Garten sitzt, auftaucht, will Peter Betty nicht mehr heiraten. Dann muss Simone auch noch erfahren, dass nicht Peter ihr biologischer Vater ist, sondern Leo. Und auch Alexander hat einen anderen Vater, wer genau es ist, weiß Betty aber nicht, nur Liv ist das gemeinsame Kind von Betty und Peter.
Simone gesteht ihrem Mann, dass sie Sex mit Adam hatte. Er stürmt daraufhin in den Garten und geht auf Adam los, der dabei einen Zahn verliert. Alexander muss eingreifen. Liv ist schockiert. Auch Alexander ist fassungslos, als er von seiner Schwester erfährt, dass Peter nicht sein Vater ist. Betty wiederum ist verletzt, als Peter ihr sagt, dass er all die Jahre irgendwie nur wegen der Kinder bei ihr geblieben sei.    
Da die Enkelinnen Mina und Maxi mit ihrem Hund Luna eine Zeremonie eingeübt haben, geben sich Betty und Peter mit den Ringen der Mädchen das Jawort. Als sie etwas später im Garten sind, taucht Jutta mit dem Fahrrad auf. Sie hatte eine Autopanne. Das Paar geht zögernd aufeinander zu und einer umfasst des anderen Hand.   

## Produktion

### Produktionsnotizen
Die Hochzeit meiner Eltern wurde vom 18. August bis zum 18. September 2015 in der Landeshauptstadt Berlin gedreht. Produziert wurde der Film von der Real Film Berlin. Die Redaktion lag bei Gabriele Heuser und Esther Hechenberger, die Aufnahmeleitung bei Jörg-Christian Engels und Gisela Emberger, die Produktionsleitung bei Björn Eggert und die Herstellungsleitung bei Sibylle Maddauss.

### Veröffentlichung, Einschaltquote
Erstmals war der Film am 12. Mai 2016 zur Hauptsendezeit im Programm des ZDF zu sehen. Bei seiner Erstausstrahlung schauten 4,81 Millionen Zuschauer zu, was einem Marktanteil von 16,2 Prozent entsprach.

## Kritik
Die Kritiker der Fernsehzeitschrift TV Spielfilm zeigten mit dem Daumen nach oben und vergaben für Humor, Anspruch und Spannung je einen von drei möglichen Punkten. Sie sahen „ein fein beobachtetes Familienchaos, in der [sic!] die Lebensentwürfe der Generationen aufeinanderprallen und Raum zum Schmunzeln bleibt“. Ihr Fazit lautete: „Kurzweiliges Generationenstück mit lässiger Mimin.“ Das Lexikon des internationalen Films stellte fest, der Film sei „vorrangig zugeschnitten auf Senta Berger, überzeugend aber ebenso als unterhaltsames Ensemble-Stück mit pfiffigen Dialogen.“
Rainer Tittelbach gab dem Film auf seiner Seite tittelbach.tv 4½ von sechs möglichen Sternen und stellte fest, ‚Die Hochzeit meiner Eltern‘ sei ein Film, „der das Leben, die Liebe und den Beziehungsalltag ernsthaft und mit einem bitteren Lächeln“ reflektiere. „Trauer und Melancholie“ würden mitschwingen – „und auch etwas Wut“ komme auf „beim Familienfest“. „Diese ZDF-Tragikomödie“ sei „nicht nur ein lebenskluges Konversationsstück, sondern dank der Regie von Connie Walther und einer vorzüglichen Besetzung auch filmisch ein Festmahl“. Der Film sei „ein Parade-Beispiel für eine lebenskluge, realitätsgeschwängerte Tragikomödie“. Die Schauspieler seien „das Salz – passender zum Film: das Safran – dieses filmischen Festmahls“. Auch da zeige „sich das Händchen der Regisseurin“. „Alle Schauspieler, egal ob große Rollen wie Berger, Halmer, Kling oder kleinere wie Wittenborn oder Huber,“ spielten „in derselben Tonlage“. Das gebe „diesem Film eine große Geschlossenheit“ und hebe ihn „deutlich heraus aus dem Mittelmaß der zahlreichen launigen Dramödien, die im Normalfall nur dazu da“ seien, „die Genre-Normen zu erfüllen“.